# 대한민국 민법 제1055조
대한민국 민법 제1055조는 상속인의 존재가 분명하여진 경우에 대한 대한민국 민법 조문이다.

## 조문
제1055조 (상속인의 존재가 분명하여진 경우): ①관리인의 임무는 그 상속인이 상속의 승인을 한 때에 종료한다.
②전항의 경우에는 관리인은 지체없이 그 상속인에 대하여 관리의 계산을 하여야 한다.

## 판례
- 서울고등법원 2011. 4. 14. 선고 2010나47706 판결
- 수원지방법원 2010. 4. 22. 선고 2009가합22429 판결